# Peter Ferdinand Drucker
Peter Ferdinand Drucker (19 de novembre de 1909 - Claremont, Califòrnia, 11 de novembre de 2005) va ser un autor austríac de literatura relacionada amb el management o la gestió de les organitzacions.
Després de treballar en la banca i com periodista, es va doctorar en Dret Internacional a Alemanya. L'auge del nazisme el va forçar a emigrar als EUA (1937), després de viure quatre anys a Londres, on es va convertir en professor i escriptor. Va fer classes de Management a la Universitat de Nova York (1950-1971).
La seva carrera com a pensador del món de l'empresa va començar a transcendir el 1943, quan els seus primers escrits sobre política i societat li van donar accés a les entranyes de la General Motors, que s'havia convertit en una de les majors empreses del món del moment. Les seves experiències a Europa el van deixar fascinat amb el problema de l'autoritat. Va compartir aquesta fascinació amb Donaldson Brown, el cap pensant després dels controls administratius en General Motors. El llibre resultant de tot això va ser El Concepte de Corporació (un estudi de General Motors), del qual es van derivar molts articles i treballs posteriors. Gràcies a ell, es va popularitzar l'estructura multidivisional de GM.
Drucker es va interessar per la creixent importància dels empleats que treballaven amb les seves ments més que amb les seves mans. L'intrigava el fet que determinats treballadors arribessin a saber més de certes matèries que els seus propis superiors i col·legues. Drucker va analitzar i va explicar com aquest fenomen desafiava el corrent de pensament tradicional sobre la manera que haurien de gestionar-se les organitzacions.
A la seva obra Les noves realitats, Drucker posa en relleu la insuficiència de l'Estat com a agent de "redempció social" i evidència que només la productivitat d'una nació pot generar equitat entre el seu poble. Al llarg de la seva carrera, Drucker es va interessar per les organitzacions sense ànim de lucre i va aportar el seu pensament a la tasca de millorar la manera que s'administraven hospitals, esglésies, escoles i organitzacions de la societat civil en general. Com a cristià devot, va conjuminar els valors morals d'un líder a la seva eficàcia com gestor del desenvolupament social sostenible.
Curiosament, sempre s'esmenta a Drucker com a investigador i autor sobre el tema del lideratge, però d'alguna manera també se'l podria considerar com un dels líders més influents el segle xx, ja que va definir una certa cosmovisió de tots els administradors d'empreses, administradors públics, administradors d'organitzacions sense ànim de lucre i de tots els executius de màrqueting del món sencer.

## Obra
- Friedrich Julius Stahl: konservative Staatslehre und geschichtliche Entwicklung (1932)
- The End of Economic Man: The Origins of Totalitarianism (1939)
- The Future of Industrial Man (1942)
- Concept of the Corporation (1945) (A study of General Motors)
- The New Society (1950)
- The Practice of Management (1954)
- America's Next 20 Years (1957)
- Landmarks of Tomorrow: A Report on the New 'Post-Modern' World (1959)
- Power and Democracy in America (1961)
- Managing for Results: Economic Tasks and Risk-Taking Decisions (1964)
- The Effective Executive (1966)
- The Age of Discontinuity (1968)
- Technology, Management and Society (1970)
- Men, Ideas and Politics (1971)
- Management: Tasks, Responsibilities and Practices (1973)
- The Unseen Revolution: How Pension Fund Socialism Came to America (1976)
- An Introductory View of Management (1977)
- Adventures of a Bystander (1979) (Autobiography)
- Song of the Brush: Japanese Painting from the Sanso Collection (1979)
- Managing in Turbulent Times (1980)
- Toward the Next Economics and Other Essays (1981)
- The Changing World of the Executive (1982)
- The Temptation to Do Good (1984)
- Innovation and Entrepreneurship: Practice and Principles (1985)
- The Discipline of Innovation, Harvard Business Review, 1985
- The Frontiers of Management (1986)
- The New Realities (1989)
- Managing the Non-Profit Organization: Practices and Principles (1990) (traduït al català[1])
- Managing for the Future: The 1990s and Beyond (1992)
- The Post-Capitalist Society (1993)
- The Ecological Vision: Reflections on the American Condition (1993)
- The Theory of the Business, Harvard Business Review, September-October 1994
- Managing in a Time of Great Change (1995)
- Drucker on Asia: A Dialogue Between Peter Drucker and Isao Nakauchi (1997)
- Peter Drucker on the Profession of Management (1998)
- Management Challenges for the 21st Century (1999)
- Managing Oneself, Harvard Business Review, March-April 1999
- The Essential Drucker: The Best of Sixty Years of Peter Drucker's Essential Writings on Management (2001)
- Leading in a Time of Change: What it Will Take to Lead Tomorrow (2001; with Peter Senge)
- The Effective Executive Revised (2002)
- They're Not Employees, They're People, Harvard Business Review, February 2002
- Managing in the Next Society (2002)
- A Functioning Society (2003)
- The Daily Drucker: 366 Days of Insight and Motivation for Getting the Right Things Done (2004)
- What Makes An Effective Executive, Harvard Business Review, June 2004.
- The Effective Executive in Action (2005)